# Rattus andamanensis
Espèce
Statut de conservation UICN

 LC  : Préoccupation mineure
Rattus andamanensis est une espèce de rongeur de la famille des Muridae, du genre Rattus, largement répandue en Asie.

## Taxonomie
L'espèce est décrite pour la première fois par le zoologiste britannique Edward Blyth en 1860. Elle a pour synonyme Rattus remotus (Robinson & Kloss, 1914) et Rattus sikkimensis (Hinton, 1919).

## Distribution et habitat
L'espèce est largement répandue en Asie : sud de le République populaire de Chine (Tibet, Guizhou, Hainan, Hong Kong), nord-est de l'Inde, Bhoutan, est du Népal, Viêt Nam, Laos, Cambodge, centre de la Thaïlande (à l'exclusion du sud de l'isthme de Kra), nord de la Birmanie. L'espèce pourrait être présente dans les forêts du nord-est du Bangladesh. On la rencontre également sur les îles Andaman et Nicobar (Car Nicobar).

## Rattus andamanensiset l'Homme
L'Union internationale pour la conservation de la nature la classe comme espèce de préoccupation mineure sur sa liste rouge.